# Itahisa Machado
Itahisa Machado (Tenerife, Islas Canarias, España; 10 de abril de 1980) es una actriz y modelo de origen español.

## Filmografía
| Año  | Título           | Personaje   |
| ---- | ---------------- | ----------- |
| 2014 | De pez en cuando | María Luisa |

| Año  | Título                      | Personaje                  |
| ---- | --------------------------- | -------------------------- |
| 2006 | Yo soy Bea                  | Modigliani                 |
| 2011 | El octavo mandamiento       | Yadira Escalante           |
| 2012 | Infames                     | Maura                      |
| 2013 | Rosario                     | Rosario Pérez              |
| 2013 | De Pez en Cuando (película) | María Luisa                |
| 2015 | El Dandy                    | Leticia Albarrán           |
| 2016 | Cuarenta y Veinte           | Karime                     |
| 2018 | Enemigo íntimo              | Marimar Rubio              |
| 2019 | Cita a ciegas               | Telma Marroquín de Urrutia |
| 2022 | Reputación dudosa           | Selva Sevilla              |